# Schiffsbesetzungsverordnung

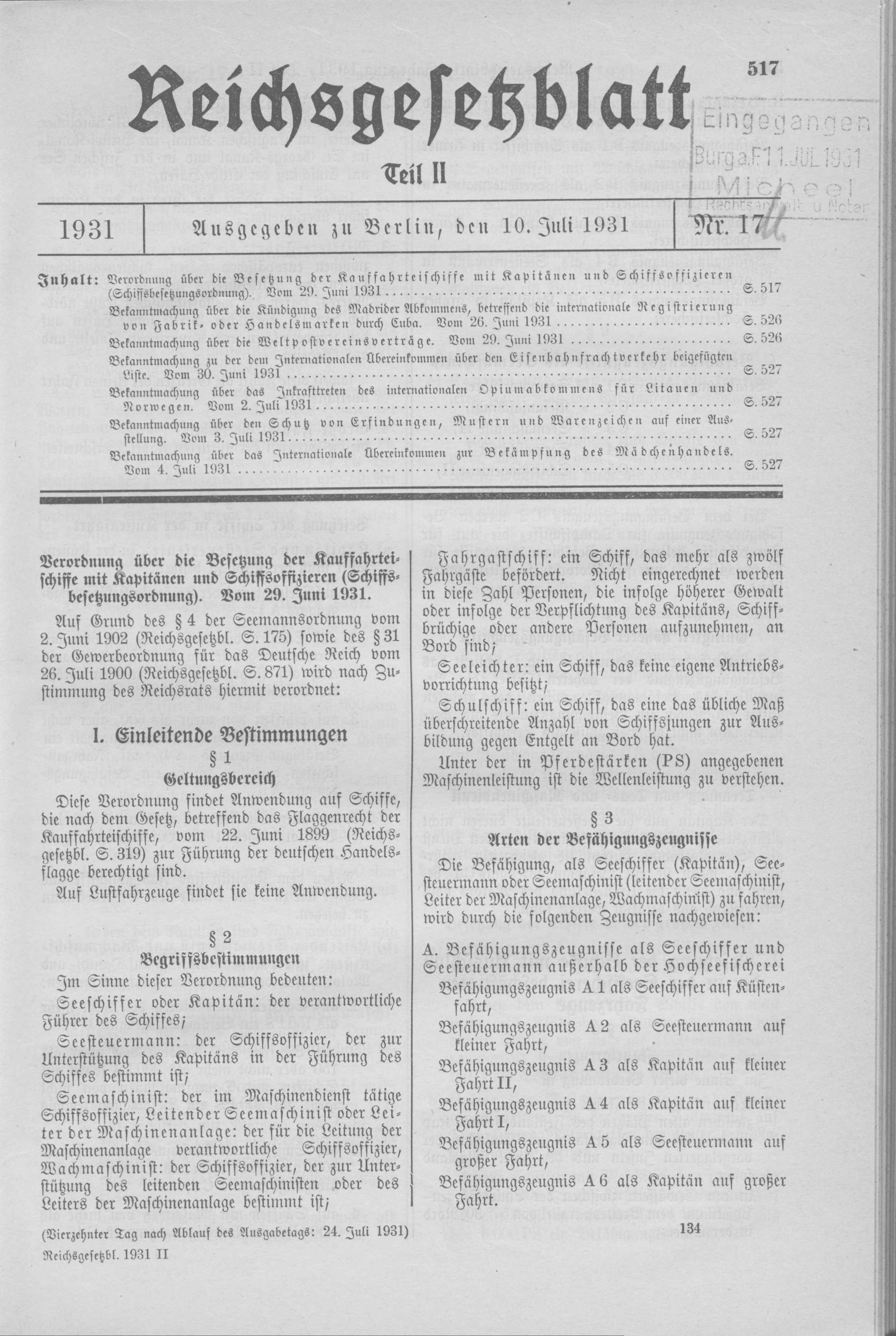
Verordnung über die Besetzung der Kauffahrteischiffe mit Kapitänen und Schiffsoffizieren (Schiffsbesetzungsordnung) vom 29. Juni 1931

Deutschland hat nach dem Seerechtsübereinkommens der Vereinten Nationen für die Schiffe unter seiner Flagge die Maßnahmen zu ergreifen, die zur Gewährleistung der Sicherheit auf See erforderlich sind. Das gilt neben anderen Anforderungen auch für die Bemannung der Schiffe, die mit der Schiffsbesetzungsverordnung festgeschrieben ist.
Jedes Schiff muss mit einem Kapitän, und entsprechenden Offizieren und Ingenieuren mit geeigneter Befähigung, die durch die entsprechenden Patenten nachgewiesen werden, besetzt werden. Die Anzahl und Qualifikation der Besatzung im Hinblick auf Seemannschaft, Navigation, Nachrichtenwesen und Schiffsmaschinentechnik muss dem Schiffstyp, der Schiffsgröße, der Maschinenanlage und der Ausrüstung des Schiffes entsprechen.
Dafür muss jedes Schiff mit einem Schiffsbesatzungszeugnis oder einem gleichwertigen Dokument versehen sein. Die Erteilung des Schiffsbesatzungszeugnisses erfolgte durch die See-Berufsgenossenschaft bzw. den See-BG-Rechtsnachfolger BG Verkehr. Die Anforderungen hinsichtlich der Staatsangehörigkeit der Besatzungsmitglieder sind in deutscher und englischer Sprache im Schiffsbesatzungszeugnis zu vermerken.
Die Details sind in den "Allgemeine Verwaltungsvorschriften nach § 4 der Schiffsbesetzungsverordnung vom 30. Dezember 1998
in der Fassung vom 21. Januar 2004" vorgeschrieben.

## Geschichte
Auf der Rechtsgrundlage der „Gewerbeordnung für das Deutsche Reich“ aus dem Jahre 1900 in Verbindung mit der Seemannsordnung aus dem Jahre 1902 wurde 1931 vom Reichsgesetzblatt und im Hamburger Verlag Eckardt & Messtorff (1882–2003) eine „Verordnung über die Besetzung der Kauffahrteischiffe mit Kapitänen und Schiffsoffizieren“ veröffentlicht, die zunächst als „Schiffsbesetzungsordnung“ bezeichnet wurde.
In der BRD gaben die auch in Bremen und Kiel ebenfalls geführten Septemberstreiks 1969 u. a. auch den Anstoß für eine Reform der alten Schiffsbesetzungsordnung: dazu veröffentlichte die Deutsche Angestellten-Gewerkschaft über ihre „Bundesberufsgruppe Schiffahrt“ zunächst 1976 eine „Stellungnahme … zu dem Forschungsauftrag Erarbeitung von Kriterien für Anforderungen an Umfang und Qualifikation für eine funktionsgerechte Besetzung deutscher Seeschiffe mit Kapitänen, Schiffsoffizieren und Schiffsleuten unter besonderer Berücksichtigung der Schiffssicherheit und des Arbeitsschutzes : Entscheidungshilfen für gesetzgeberische Massnahmen in der Seeschiffahrt der Bundesrepublik Deutschland“ und 1982 eine „Stellungnahme der DAG Schiffahrt zum Entwurf einer neuen Schiffsbesetzungsverordnung“.
Als eine Rechtsverordnung des Bundes erschien 1984 die neue „Schiffsbesetzungsverordnung (SchBesV)“ im Bundesgesetzblatt (Deutschland) (BGBl. I 1984, S. 523) und 1985 ein erster Kommentar der DAG Schiffahrt zum nunmehr neuen Recht hinsichtlich der Schiffsbesatzung auf einem bundesdeutschen Handelsschiff.
In der DDR war für die Regelungen zur Bemannung von Schiffen in der Seefahrt der Begriff „Seeschiffsbesetzungsordnung (SSBO)“ gebräuchlich, die im Gesetzblatt der DDR sowie im Staatsverlag der DDR in ihrer jeweiligen Fassung von 1972, von 1974 und in der Fassung von 1984 veröffentlicht wurde. Die Durchsetzung der „Seeschiffsbesetzungsordnung (SSBO)“ als eine im Rahmen der Schiffahrtsaufsicht erlassene staatliche Regelung zu den Mindestanforderungen über die Besetzung von Schiffen mit qualifizierten Seeleuten richtete sich nach Einsatzzweck, Größe, Ausstattung und Fahrtbereich des zu besetzenden Schiffes und lag im Verantwortungsbereich vom Seefahrtsamt der DDR.
Durch den Automatisierungsgrad eines Stückgutfrachters wurde in der DDR bei der Schiffsbesetzung von vormals etwa 50 Personen im Jahr 1960 eine Reduzierung um etwa die Hälfte auf etwa 25 bis 20 Personen im Jahr 1980 erreicht.
Durch die Deutsche Wiedervereinigung (1990) verlor die seit 1972 auf dem Gebiet der DDR geltende „Seeschiffsbesetzungsordnung (SSBO)“ mit dem Einigungsvertrag ihre bisherige Bedeutung und die seit 1984 auf dem Gebiet der BRD geltende „Schiffsbesetzungsverordnung (SchBesV)“ hatte fortan ihren Geltungsbereich im gesamten wieder vereinigten Deutschland.
Im Jahr 1998 war die Schiffsbesetzungsverordnung an der Universität Hamburg Gegenstand einer Dissertation und thematisierte auch die „Entwicklungstendenzen des Besetzungsrechts“ hinsichtlich Flexibilisierung und Deregulierung. Ebenfalls 1998 wurde die seit 1984 geltende Schiffsbesetzungsverordnung auf Initiative vom Bundesministerium für Arbeit und Sozialordnung und dem Bundesministerium für Verkehr (Deutschland) außer Kraft gesetzt und die „Zuweisung der Verantwortung für die Besetzung des Schiffes auf den Reeder“ erfolgte als eine Teilmaßnahme zur Umsetzung des Seeschiffahrtskonzeptes der BRg vom 16.07.97 mit der Verkündung der Schiffsbesetzungsverordnung (SchBesV) 1998 im BGBl. I 1998, Nr. 59 vom 2. September 1998, S. 2577.
Die SchBesV 1998 sah auf Antrag der  deutschen Reeder mit Wirkung ab 1. Januar 1999 keine nach Anzahl und Qualifikation vorgeschriebene Regelbesatzung mehr vor wie
von 1984 bis 1998, sondern ab 1999 nur noch ein Minimum an Regelungen wie die Nationalität des Führungspersonals auf Handelsschiffen unter deutscher Flagge – was aus gewerkschaftlicher Sicht mit in 1999 aktuellem Stand der Erkenntnis ein ernstes Problem für die  Schiffssicherheit einerseits und damit andererseits auch für die Seeleute ein erhöhtes Risiko für Erkrankungen darstellt:
Die „ DAG Bundesberufsgruppe Schiffahrt, Verkehr und Logistik“ reagierte auf die zum 1. Januar 1999 in Kraft getretene SchBesV mit der Herausgabe des Werkes „Fatigue : die Übermüdung als Sicherheitsrisiko an Bord …“ (1999) von Siegfried Ehlbeck und Christa Hempel-Küter und stellte dort im Kapitel Die „neue“ Schiffsbesetzungsverordnung (SchBesV) – Freibrief für  Reeder? heraus, dass die neue SchBesV 1998 nicht Deregulierung, sondern aus gewerkschaftlicher Sicht eher Wildwest sei, weil so mit der  Sicherheit auf den Weltmeeren, mit den Schiffen und der Ladung durch die SchBesV 1998 Schindluder getrieben und Profit vor Sicherheit gestellt wird. Die Schiffsbesetzung dürfe keine Frage des kurzfristigen wirtschaftlichen Kalküls der Reeder sein, sondern sie ist eine Frage der Schiffssicherheit. Die Höhe der  Schadenssummen aufgrund von  Fatigue stehen in keinerlei finanziellem Verhältnis zu den  Heuerzahlungen für einige weitere Besatzungsmitglieder. Die Auszüge aus Entscheidungen des Oberseeamtes und der  Seeämter bzgl. Seeunfall von MS „Thamesis“, KMS „Kirsten“ und MS „Odin“ dokumentierten bzgl. MS „Thamesis“ Gesamtschäden am Schiff mit ca. 850.000  DM ohne Ausfall von Frachteinnahmen (BOSeeAE 11/98, S. 343 ff.), bzgl. KMS „Kirsten“ mehr als 1 Million DM ohne Unkosten durch die ca. 3-wöchige Ausfallzeit (BOSeeAE 11/98, S. 350 ff.) und bzgl. MS „Odin“ eine Gesamtschadenssumme von etwa 1 Million DM (BOSeeAE 11/98, S. 358 ff.).
Ebenfalls unter Die „neue“ Schiffsbesetzungsverordnung (SchBesV) – Freibrief für  Reeder? stellte die „ DAG Bundesberufsgruppe Schiffahrt, Verkehr und Logistik“ mit Bezug auf § 85  SeemG heraus, dass allein die Einhaltung der Vorschrift von acht Stunden täglicher Arbeitszeit eine hinreichende Besetzung eines Schiffes voraussetzt und somit die SchBesV 1998 das geeignete Instrument gewesen wäre, um Vorschriften für eine sichere Besetzung der Schiffe festzuschreiben. Die für Seeleute international geltende  ILO-Konvention Nr. 180  „Übereinkommen über die Arbeitszeit der Seeleute und die Besatzungsstärke der Schiffe“ (1996) wurde in der SchBesV 1998 trotz Empfehlung durch die International Shipping Federation (ISF) von der deutschen Bundesregierung nicht umgesetzt und auch die  IMO-Resolution A. 481 über die Grundsätze einer sicheren Besatzung wurde durch die Bundesregierung (Deutschland) in der SchBesV 1998 ebenso nicht umgesetzt, obwohl die  Beachtung der Ruhezeiten ein wesentlicher Bestandteil für eine sichere Mindestbesatzung der Schiffe ist. Wenn die Schiffsbesetzungsverordnung (1998) die ausreichende Besetzung der Schiffe nicht regelt, dann tun dies die auch in Deutschland verbindlichen internationalen  Schutzbestimmungen für Seeleute von der  ILO und der  IMO.